# Castle Drogo
Castle Drogo er en engelsk herregård/slot nær Drewsteignton i Devon i England. Det blev bygget mellem 1911 og 1930 til Julius Drewe, der var erhvervsmand og grundlægger af Home and Colonial Stores. Castle Drogo er tegnet af arkitekten Edwin Lutyens, og det er i dag en listed building af grad I. Fra 2013 til 2017 gennemgik slottet en en større restaurering for at gøre det vandtæt. Det er det sidste slot, som er bygget i England. Slotsparken er på National Register of Historic Parks and Gardens' liste over fredede parker.